# ポリトープ
初等幾何学における超多面体（ちょうためんたい、英: polytope; ポリトープ）は、平坦な縁を持つ幾何学的対象である。任意の有限次元において存在し、各次元 n における超多面体を n-次元（超）多面体 (n-polytope) と呼ぶ。例えば二次元多面体は多角形、三次元多面体は通常の多面体である。多辺形や多面体のときと同様、「中身の詰まった」(solid) な n-次元多面体だけでなく、一般にはその境界である (n − 1)-次元図形を指して n-次元多面体と呼ぶことが多々あるので、文脈に注意すべきである。
超多面体の更なる一般化として、非有界な超無限面体や、曲がった多様体の三角形分割や単体分割あるいは空間充填（例えば、球面多面体、および集合論的な抽象多面体などが現れる理論もある。
三次元より高次の超多面体を最初に考え出したのはルートヴィヒ・シュレーフリである。ドイツの数学者ラインホルト・ホッペによりドイツ語: polytopが造語され、それを polytopeとして英語に導入したのはアメリカ人数学者のアリシア・ブール・スコットである。
| 次元 | 英語       | 日本語                              |
| --- | ---------- | ----------------------------------- |
| 任意 | polytope   | 超多面体 （多胞体）                 |
| n | n-polytope | n-次元（超）多面体 （n-次元多胞体） |
| 0 | point      | 点                                  |
| 1 | segment    | 線分                                |
| 2 | polygon    | 多角形                              |
| 3 | polyhedron | 多面体                              |
| 4 | polychoron | 多胞体                              |
| 5 | polyteron  | ポリテロン                          |
| 6 | polypeton  | ポリペトン                          |
| 7 | polyexon   | ポリエクソン                        |
| 8 | polyzetton | ポリゼトン                          |
| 9 | polyyotton | ポリヨトン                          |
| 5次元以上の英語名は、ジョージ・オルシェフスキー (George Olshevsky) による提案名であり、必ずしも広く受け入れられているわけではない。それぞれ {\displaystyle 10^{3(n-1)}} を表すSI接頭語が元になっている。つまり、名称は（中身の詰まっていない）境界面としての超多面体の次元と対応する。 |            |                                     |

語義は "poly-"（多くの）+ "-tope"（表面）であり「直訳」すれば「多面体」である。"polytope" には多胞体（たほうたい）との訳語もある。これは頂点、辺、面に引き続く次元数 3 の部分を「胞」または「胞体」(cell) と呼ぶことから、多面体のより高次の対象との意図で用いられるものだが、しかし多数の胞からなる対象としての四次元の超多面体 (4-polytope) に限って多胞体と呼ぶ語法も自然である。なお、四次元超多面体には "polychoron" (希: χώρος は「部屋」) との名称もある。
以下、誤解の虞があると思われる場合には多胞体の語はなるべく避けるものとする。

## 定義に関する注意
こんにちでは「超多面体」(polytope) は様々な幾何学的対象を広汎にカバーする語として用いられており、文献によって異なる定義が採用されている。そうした種々の定義の多くは互いに同値でなく、それによって「超多面体」と呼ばれるべき対象の範囲もそれぞれ異なったものとなることに注意すべきである。このようなことは、凸超多面体を同様の性質を持つほかの対象を含むように一般化するいくつも異なる方法が存在することを表している。
もともとの考え方はルートヴィヒ・シュレーフリ、ソロルド・ゴセットらにより広く探られた、二次元および三次元のそれぞれ多角形および多面体の概念の、四次元あるいはそれ以上における対応物への拡張である。
多面体のオイラー標数をより高次の超多面体に対して一般化する試みは、位相幾何学の発展および多面体分割の取り扱い、あるいは超多面体の類似としてのCW複体を導いた。この流儀では、「超多面体」とは適当に与えられた多様体の分割あるいは充填と見なすことができる。この方法で定義される超多面体の例には、単体分割可能な点集合が挙げられる。この場合、超多面体は有限個の単体の合併であって、追加の性質として「その任意の二つの単体が空でない交わりを持つとき、それら交わりは必ずもとの二つの単体両方の頂点、辺、あるいはより高次の面に一致していなければならない」という条件を満足する。しかしこの定義では内部構造を持つ星型超多面体は許されず、したがってこのような流儀の通じる分野はややもすれば限定的である。
星型多面体の発見とその他の少し変わった構成を許す立場からば、多面体を内部を無視して境界となる曲面として扱う視点が与えられる:205ff.。それを踏襲して、p-次元空間における凸超多面体は、(p − 1)-次元球面による球面充填と同じものと見なされる。あるいはほかの種類の充填として、楕円型、平坦、円環体型の (p − 1)-次元曲面によるものもそれぞれ考えられる（楕円型充填や穿孔多面体（多孔トーラス型多面体）などの項を参照）、多面体をその面が多角形となる曲面と見なせるのと同様に、多胞体をその胞（ファセット、三次元面）が多面体となる三次元超曲面として理解することができる。より高次の超多面体も同様である。
低次の超多面体を使ってより高次の超多面体を構成するという考え方は、次元を下げるほうにも拡張することがあり、例えば辺は点の対で囲まれた「一次元超多面体」であり、頂点は「零次元超多面体」である。このやり方は例えば抽象超多面体の理論において利用できる。
数学の特定の分野では「ポリトープ」("polytope") や「ポリヘドロン」("polyhedron") がやや異なる意味で用いられる。すなわち、（本項に言う超多面体の意味で）任意次元の一般の対象を「ポリヘドロン」と呼び、「ポリトープ」は有界な「ポリヘドロン」の意味で用いられる。この用語法は、典型的には「ポリヘドロン」および「ポリトープ」が凸体である場合に限って用いられる。この語法に則れば、凸「ポリヘドロン」は有限個の半空間の交わりに等しく、その辺によって定義される。対して、凸「ポリトープ」は有限個の点の凸包に等しく、それら頂点によって定義される。

## 各次元の面
超多面体は、頂点・辺・面・胞などの相異なる各次元の要素から構成される。これら要素の名称に全ての著者が従う完全な統一名称というものは確立されていない。例えば「面」を余次元 1（つまり (n − 1)-次元）の要素の意味で用いる（その意味で任意の超多面体は「多『面』体」である）文献もあれば、二次元の要素を特に表すのに用いる文献もある。j-次元の要素はしばしば j-次元面 (j-face, j-facet) と呼ばれる。(n − 2)-次元の要素を「稜」(ridge) と呼ぶ文献もあれば、「辺」と呼ぶ文献もある。また、コクセターは cell（「胞」）を (n − 1)-次元要素の意味で用いた（のでその意味では任意の超多面体は「多『胞』体」である）。
本項における語法は大体以下の表に従っている:
| 次元  | 英語   | 日本語     |     | 余次元 | 英語         | 日本語          |
| ----- | ------ | ---------- | --- | ------ | ------------ | --------------- |
| −1    | (null) | (空)       | (↔) | 0      | (body)       | (体)            |
| 0     | vertex | 頂点       | ↔   | 1      | facet        | ファセット 刻面 |
| 1     | edge   | 辺         | ↔   | 2      | ridge        | 稜              |
| 2     | face   | 面         | ↔   | 3      | peak         | 峰              |
| 3     | cell   | 胞         | ↔   | 4      |              |                 |
| ⋮     | ⋮      | ⋮          |     | ⋮      | ⋮            | ⋮               |
| j − 1 |        |            | ↔   | j      | (n − j)-face |                 |
| j     | j-face | (j-次元面) | ↔   | j + 1  |              |                 |
| ⋮     | ⋮      | ⋮          |     | ⋮      | ⋮            | ⋮               |

ひとつの n-次元超多面体は (n − 1)-次元面（ファセット）に囲まれる領域である。これらファセットもそれ自身 (n − 1)-次元超多面体で、そのさらにファセットはもとの多様体の (n − 2)-次元面（稜）である。任意の稜は二つのファセットの交わりとして得られる（が、任意の二つのファセットの交わりは必ずしも稜でない—もっと次元が低い面となる可能性がある）。そして稜自身もまた (n − 2)-次元超多面体であって、そのファセットは最初の超多面体の (n − 3)-次元面（峰）で与えられる。以下同様である。超多面体を囲むこれら部分超多面体のことを、もとの超多面体の面（いわば広義の面、「超面」）と総称する。各零次元面は一点からなり、「頂点」と呼ばれる。各一次元面は一つの線分からなり、「辺」と呼ばれる。各二次元面は一つの多角形からなり、「面」と呼ばれる。各三次元面は一つの多面体からなり、胞と呼ばれることがある。

## 超多面体の重要なクラス

### 凸超多面体
超多面体が凸体であるかを考えることができる。凸超多面体はもっとも簡単な種類の超多面体で、超多面体の概念の様々な一般化における基礎となるものである。凸多面体を半空間の集合の交わりとして定義する流儀もあり、このような定義によれば有界でも有限でもない超多面体というものが存在できる（このように超多面体を定義する分野として例えば線型計画などを挙げることができる）。この場合、超多面体が有界とはそれが適当な有限半径を持つ球体に全く含まれることを言う。超多面体が点付きであるとは、それが少なくとも一つの頂点を含むときに言う。任意の空でない有界超多面体は点付きであり、また点付きでない超多面体の例として半空間（一つの半空間の交わりと見て、ここでいう超多面体である）{(x, y) ∈ R2  |  x ≥ 0} を挙げることができる。超多面体が有限とはそれが有限個の対象から（例えば有限個の半空間の交わりとして）定義できることを言う。

### 正超多面体
正超多面体は最も高い対称性を持つ超多面体で、その多面体上の対称変換群に関する様々な推移軌道を持つ。例えば、正超多面体は、その旗上推移的である。したがって特に、正超多面体の双対はふたたび正超多面体となる。
正超多面体に関して三種類の主要なクラスが任意の次元 n に対して存在する:
- 単体（正単体 (simplex polytope)）: 正三角形、正四面体など。正 n 超多面体[7]。
- 超立方体（正測体 (measure polytope)）: 正方形、立方体、テッセラクトなど。正 2n 超多面体[7]。
- 直交軸体（正軸体 (cross polytope)）: 正方形、正八面体など。正 2n 超多面体[7]。

二次元、三次元、四次元の正超多面体には、五回対称性を持つものが含まれ、そのうちのいくつかは非凸星型である。また二次元において、凸または (n ≥ 5 に対しては) 星型の何れの場合も、n 回対称性を持つ正多角形は無限個存在する。にもかかわらず、より高次元の場合にはそのような余計な正超多面体は存在しない
三次元において、凸プラトン立体には、五回対称的十二面体および二十面体が含まれ、また五回対称性を持つ四種の星型ケプラー-ポワンソ多面体が存在して、全部で九種の正多面体がある。
四次元における正四次元多面体には、四回対称性を持つ凸超多面体ひとつと、五回対称性を持つもの二つが加わる。星型のシュレーフリ-ヘス四次元多面体（何れも五回対称性を持つ）が十種あり、全部で16の正四次元多面体が存在する。

### 星型超多面体
凸でない超多面体では自己交叉が許される。非凸超多面体の重要なクラスに星型超多面体を挙げることができる。正超多面体のうちのいくつかは星型である

## 双対性
任意の n-次元多面体は双対構造を持ち、それはその頂点とファセット、辺と稜、胞と峰といった具合に一般に j = 1, 2, …, n − 1 に対して j − 1-次元面を余次元 j の面（つまり (n − j)-次元面に、要素間の接続関係を保ったまま取り換えることで得られる。
抽象超多面体に対しては、これは単に集合の包含関係による順序を逆にすることに相当する。この逆転操作は、正超多面体のシュレーフリ記号において「双対超多面体のシュレーフリ記号はもとの超多面体のシュレーフリ記号を逆順に書いたものに等しい」という事実にも見てとれる。つまり正超多面体 {4, 3, 3} は正超多面体 {3, 3, 4} の双対である。
幾何学的超多面体の場合には、双対化に際して適当な幾何学的規則が必要であることが、例えば双対多面体に対する記述からわかる。状況によっては、双対図形は別の幾何学的超多面体になることもならないこともある
双対化の逆の操作でもとの超多面体が恢復されるから、超多面体全体の集まりに双対による対付けが存在する。

### 自己双対超多面体

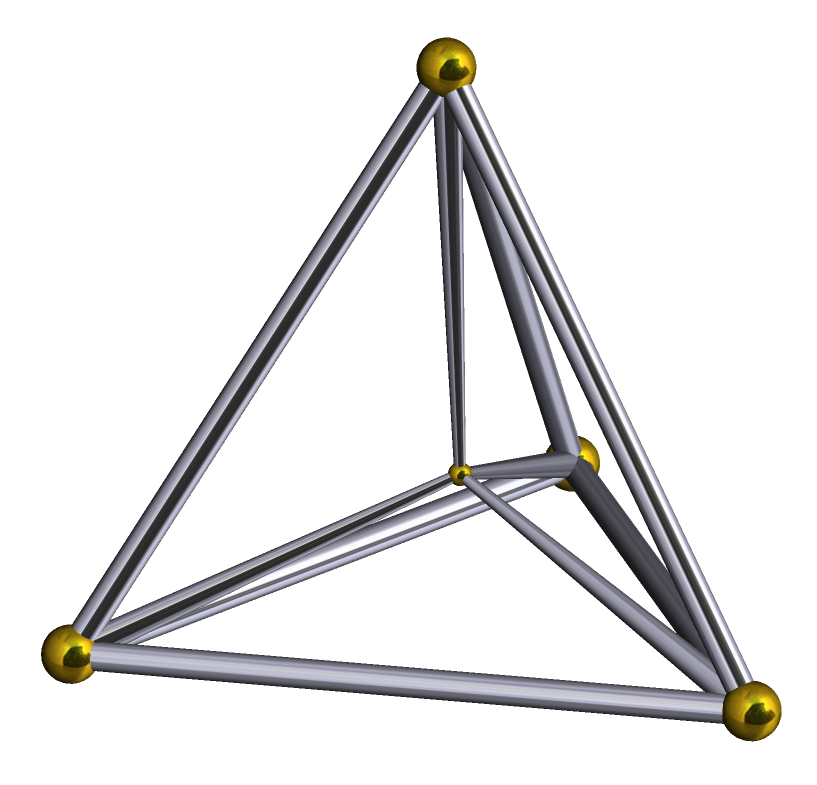
四次元単体である五胞体は五つの頂点と五つの四面体胞を持つ自己双対超多面体である。

超多面体が同じ数の頂点とファセット・辺と稜・面と峰…を持ち、接続関係も同じであるならば、双対図形がもとの図形と相似になることが起こり得る。そのような超多面体は自己双対であるという。
よく知られた自己双対超多面体として以下を挙げることができる:
- 任意次元 n の正単体: シュレーフリ記号 {3n}. 例えば正三角形 {3}, 正四面体 {3, 3}, 正五胞体 {3,3,3}.
- 二次元の任意の正多角形 (正二次元多面体)
- 三次元の標準形角柱、角錐柱（英語版）および四面欠損十二面体（英語版）、また無限正方形充填（英語版） {4, 4}.
- 四次元の正二十四胞体 {3,4,3}, また無限立方体ハニカム（英語版） {4,3,4}.

## 一般化

### 超無限面体
必ずしもすべての多様体が有限でない。超多面体を多様体の単体分割として理解する立場からは、超多面体を無限多様体に対しても拡張して考えることは可能である。そのような意味での超多面体は、平面分割、空間充填ハニカム、双曲型充填によって可能で、それらは無限個の（余次元 1 の）面 (cell) を持つから無限面体と呼ばれることがある。
これらの中には、その正則形として例えば非平面的正多面体（面や頂点形状が平面的でないという意味で非平面的）があり、ほかに例えば正無限角形、正方形分割、立方体ハニカム、……の成す無限系列などが挙げられる。

### 抽象超多面体
抽象超多面体の理論は、超多面体を何らかの空間内にある対象と考えることから離れて、純組合せ論的性質のみに着目する試みである。これにより、例えば11胞体のような、土台となる空間が直観的に定義困難な対象に対しても、超多面体の定義を拡張することができるようになる。
抽象超多面体とは、その各次元の面からなる半順序集合で、適当な規則に従うものを言う。それは純代数的構造であり、その理論は一貫した数学的枠組みの中で様々な幾何学的クラスを整合的に扱うことが困難になるいくつかの問題を回避するために発展した。幾何学的に述べられる超多面体は、対応する抽象超多面体の適当な実空間における「実現」であると言い表される。

### 複素超多面体
超多面体の類似対応物となる構造が、複素数空間（あるいは複素ヒルベルト空間）Cn 内に存在する（この空間は実 n-次元のほかに虚 n-次元も併せ持っている）。複素正多面体は配置として扱うほうがより適切である

## 歴史
多角形および多面体は古来より知られてきた。
高次元に対する初期の気づきは、1827年にメビウスが「互いに鏡像の関係にある二つの立体は、第四の空間次元を通して回転させることで、一方を他方に重ね合わせられる」ことを発見したときである。1850年代ごろ、例えばケイリーやグラスマンら一握りの数学者たちもまた高次元について考察している。
多角形や多面体の高次元における対応物について初めて考察したのはルートヴィヒ・シュレーフリである。シュレーフリは六つの凸正多胞体を1852年に記述しているが、その成果は彼の死後6年を経た1901年まで公表されなかった。1854年ごろリーマンの教授資格論文が高次元の幾何学を確固たるものとして打ち立ててより、以って n-次元超多面体の概念も是とされたのである。シュレーフリの超多面体は、彼の生前にあってさえ、数十年の間に幾度も再発見されたのである。
1882年にラインホルト・ホッペはドイツ語で、この多角形や多面体をより一般化する概念を言い表すのに Polytop という語を造語した。やがてアリシア・ブール・スコット（論理学者ジョージ・ブールの娘）が英語風に polytope と改変して英語に持ち込んでいる:vi。
1895年、トロルド・ゴセットは、シュレーフリの正超多面体の再発見のみならず、半正超多面体および高次元の空間充填分割についても調べている。そのころ、双曲空間などの非ユークリッド空間における超多面体の研究も始まった。
重要な節目に達するのは1948年のコクセターの著書 Regular Polytopes で、それまでの研究史の要約にコクセター自身による新たな発見が加えられている。
とかくする間に、フランスの数学者ポワンカレが、多様体の区分的分割（例えば、CW複体）としての超多面体の位相的概念を推し進めた。1967年にブランコ・グレンバウムは多大な影響を与えた著書 Convex Polytopesを出版している。
1952年にシェファードは、複素空間（各実次元に各ひとつの虚次元が付随する）における複素超多面体へ概念を一般化した。その理論はコクセターによりさらに推し進められた。
複素多面体、非凸性、双対性、その他の現象によって生じた概念的問題は、グレンバウムらを頂点、辺、面などが満たす抽象組合せ論的性質のより一般な研究へと駆り立てた。それに関係する考え方は、超多面体の種々の次元の各面同士の間の接続関係 (incidence, connection) によって調べられる接続複体の概念である。そうした発展を経て、それら面からなる半順序集合としての抽象多面体の理論へ十分に結実した。McMullen & Schulte は2002年に著書 Abstract Regular Polytopes を出版している。
四次元あるいはそれ以上の次元における一様超多面体の数え上げは、凸の場合も非凸の場合も、未解決の問題として残されている。
現代において、超多面体および関連する概念は多様な分野において多くの重要な応用を持ち、それらはコンピュータグラフィック、数理最適化、サーチエンジン、宇宙論、量子力学ほか様々な分野において見つけられる。2013年には、理論物理学に関するある種に計算において構成を簡単化するものとして振幅多面体が発見された。

## 応用
数理最適化および線型計画法の研究において、線型函数の最大・最小は n-次元超多面体の境界において達成される。線型計画法において超多面体は一般化重心座標系やスラック変数を用いる際に生じる。
理論物理学の分野ツイスター理論において、振幅多面体と呼ばれる超多面体が、亜原子粒子の衝突時の散乱振幅の計算に用いられる。この構成は純理論的で物理的扱いは知られていないが、ある種の計算を大きく簡単にするという。

## 注